# Антуан де Вержи
Антуан де Вержи (фр. Antoine de Vergy; 1375 — 29 октября 1439), граф де Даммартен — бургундский военачальник, маршал Франции.

## Биография
Младший сын Жана III де Вержи, сеньора де Фуван и Шамплит, сенешаля, маршала и губернатора Бургундии, и Жанны де Шалон.
Граф де Даммартен, сеньор де Шамплит, Ринье, Фролуа, Ришкур, Шатийон-ан-Вож, Пор-сюр-Сон, Шарье, Пюсель, Пюизи, Шеванн-су-Вержи, и прочее.
Первоначально носил титул сеньора де Шатийон (в Вогезах). Выдвинулся на службе герцогу Бургундии Жану Бесстрашному, который сделал его своим камергером. В 1417 году участвовал в попытке бургундцев изгнать из Парижа дофина Карла и орлеанистов, и в захвате города 29 мая 1418.
16 августа 1418 назначен капитан-шателеном и губернатором бурга и замка Монтеклер, расположенного на стыке границ Бургундии, Лотарингии и Барруа.
10 октября 1418 разделил с племянником, Жаном IV де Вержи, владения своего отца, получив сеньорию Шамплит.
10 сентября 1419 был одним из тех, кто сопровождал герцога Бургундского на встречу на мосту в Монтеро на Йонне. Пытался защитить своего сеньора от убийц, был ранен в руку и взят в плен. Через некоторое время бежал из под стражи и добрался до Бургундии.
19 июля 1421 был назначен камергером и советником Филиппа Доброго.
Жалованной грамотой, данной 22 января 1422 в Сен-Фарон-де-Мо, регент Франции Генрих V назначил Антуана де Вержи и Жана де Лабома маршалами Франции, сместив тех, кто уже занимал эту должность (Бовуара и Монберона). 3 февраля пожалование было зарегистрировано Парижским парламентом. Дофин Карл не признавал этого назначения.
В 1423 году участвовал в разгроме французского войска коннетабля Джона Стюарта в битве при Краване, близ Осера. В награду Филипп III Добрый 27 января 1424 в Шатийон-сюр-Сене назначил его капитан-генералом и хранителем, иначе называемым губернатором, герцогства и графства Бургундии и графства Шароле.
После длительных споров о наследстве, жалованной грамотой, выданной 26 июля 1427 в Париже, Антуану де Вержи было передано графство Даммартен, но после вступления Карла VII в Париж это владение пришлось вернуть Маргарите де Нантёй.
12 августа 1427 от имени Генриха VI граф де Даммартен получил должности губернатора всех земель и графств Шампани и Бри, а также города и епископства Лангр, что было подтверждено постановлением парламента в 1429 году. В конце июля 1428 заставил капитулировать в Вокулёре Робера де Бодрикура.
В январе 1430 в Брюгге, при создании ордена Золотого руна, Антуан де Вержи стал одним из 24 его первых рыцарей.
В следующем году вместе с племянником Жаном IV отправился на помощь замку Шап в Шампани, осажденному герцогом Лотарингским, а затем сражался на стороне Антуана де Водемона в битве при Бюльньевиле 2 июля 1431, где Рене Добрый был взят в плен.
В 1433 году Антуан и Жан де Вержи вели частную войну с Гийомом де Шатовиленом.
18 февраля 1434 Генрих VI назначил графа де Даммартена хранителем Люксёя и архиепископства Безансон, на место умершего Жана де Нёшателя.
В 1437 году основал коллегиальную церковь Сен-Кристоф в Шамплите, добившись для нее привилегий от папы Евгения IV. Был в ней погребен, согласно завещанию.

## Семья
1-я жена: Жанна де Ринье (ум. 28.08.1429), дочь и наследница Юга II, сеньора де Ринье, Фролуа, Ришкур и Пурлен, сенешаля графства Бургундского, и Жанны де Нёшатель
2-я жена: Гийеметта де Вьен, дочь Филиппа де Вьена, сеньора де Персан, и Филиберты де Мобек. Вторым браком вышла за Тьебо VIII де Нёшателя, внучатого племянника Жанны де Ринье
Оба брака были бездетными, и своими наследниками Антуан де Вержи определил Жана, графа Фрибура и Невшателя, Жана IV де Вержи, сеньора де Фувана и Виньори, и Шарля де Вержи, сеньора д’Отре.